# هاينريش جاسبر (عالم أحياء)
هاينريش جاسبر (بالألمانية: Heinrich Jasper)‏ (بالإنجليزية: Heinrich Jasper) (من مواليد 1 فبراير 1974) عالم أحياء ألماني، يعمل بمعهد باك للبحوث المتعلقة بالشيخوخة. وكان سابقا أستاذا لعلم الأحياء في جامعة روتشستر. له دراسات في الشيخوخة، وظيفة الخلايا الجذعية، وتجديد الأنسجة.